# Un père coupable
Pour plus de détails, voir Fiche technique et Distribution.
Un père coupable est un téléfilm français réalisé par Caroline Huppert et diffusé en 2015 sur France 3.

## Synopsis
Florence Lavier est la directrice d'un collège dans le sud de la France. Mariée et mère de famille, elle est secrètement amoureuse de Claude, un menuisier divorcé. Ce fragile équilibre s'écroule quand Milena, la fille Claude, est assassinée sauvagement...

## Fiche technique
Source : IMDb, sauf mention contraire
- Réalisateur, scénariste et dialogues : Caroline Huppert
- Producteur : Françoise Castro
- Musique du film : Mathieu Lamboley
- Directeur de la photographie : Yves Lafaye
- Pays d'origine : France
- Genre : Drame
- Durée : 1h36

## Distribution
- Marianne Basler : Florence Lavier
- Bruno Wolkowitch : Claude Fortuny
- Hélène Viviès : Delphine Copieri
- Vincent Winterhalter : Pierre Lavier
- Benjamin Penamaria : Thierry Nicolas
- Sophie Fleur Lison : Miléna
- Adrien Bour : Bruce
- Clément Brun : Jeune
- Bastien Sanchez : Stéphane Martin
- Eva Ionesco : Sylvie Olmeido
- Laurent Orry : Patrick Olmeido
- Lou Bohringer : Dounia
- Victor Meutelet : Guillaume Lavier
- Adam Lenglen : Adrien Lavier
- Renaud Cestre : Maître Valentin
- Jean-Claude Baudracco : le Maire